# Vil Coyote (brano musicale)
Vil Coyote è un brano musicale di Eugenio Finardi tratto dall'album Il vento di Elora del 1989.

## Storia
La genesi di Vil Coyote venne descritta da Finardi in una sua autobiografia:
 Dopo essere apparso per la prima volta nell'album Il vento di Elora del 1989, Vil Coyote venne nuovamente incisa in altre pubblicazioni dell'artista quali Acustica (1993), La forza dell'amore 2 (2001), Un uomo (2007) e Un uomo Tour 2009 (2009).

## Descrizione
Brano dalle sonorità blues aggressive, Vil Coyote dichiara che, esattamente come il personaggio di Willy il Coyote che fallisce ripetutamente nell'intento di catturare il velocissimo Beep Beep, gli uomini non si arrendono mai di fronte alle difficoltà e sono pronti a rialzarsi pur di perseguire i loro obiettivi. Il brano vuole anche insegnare che ciò che conta non è tanto il traguardo a cui si ambisce quanto il percorso intrapreso pur di raggiungerlo. Oltre a citare il noto personaggio dei Looney Tunes, Vil Coyote crea altre associazioni fra la vita reale e diversi personaggi della Banda Disney fra cui Topolino, Paperino, Pietro Gambadilegno, Zio Paperone ed Eta Beta.